# Westeuropaliga 2016/2017 (Dressurreiten)
Die Westeuropaliga des FEI-Weltcups Dressurreiten 2016/2017 (Reem Acra FEI World Cup™ Dressage 2015–2016, Western European League) war die 32. Saison der west- und mitteleuropäischen Liga des FEI-Weltcups der Dressurreiter. Der Weltcup gilt im Bereich der Westeuropaliga als wichtigste Turnierserie in der Hallensaison.

## Ablauf der Turnierserie
Das Weltcup-Reglement blieb in der Saison 2016/2017 unverändert zur Vorsaison. Die Anzahl an Wertungsprüfungen blieb ebenso unverändert, nicht aber die Wertungsprüfungen: Nachdem Göteborg in der Vorsaison Weltcupfinalstandort war, fand hier wieder eine normale Weltcupetappe statt. Nicht mehr dabei war die Sweden Horse Show, die Stockholmer Veranstalter führten stattdessen ein CDI 5* durch, bei dem das Starterfeld mit nur neun Reitern (ähnlich wie in den anderen Disziplinen) bewusst klein gehalten wurde.
Alle Turniere der Westeuropaliga waren als CDI ausgeschrieben. Sie wurden mit dem Zusatz -W (also CDI-W) gekennzeichnet, um sie als Weltcupturniere kenntlich zu machen.
Die erste Wertungsprüfung fand am 23. Oktober 2016 statt, die Schlussetappe wurde am 12. März 2017 ausgerichtet. Für das Weltcupfinale 2017 qualifizierten sich die besten neun Reiter der Westeuropaliga sowie eventuelle Zusatzteilnehmer („extra competitors“). Bereits zum siebenten Mal Hauptsponsor der Westeuropaliga und des Weltcupfinals war die Modedesignerin Reem Acra.
Der Modus der Etappen war identisch zum Vorjahr: Ein Grand Prix de Dressage diente als Einlaufprüfung für die Grand Prix Kür, der Umfang des Starterfelds war hier nach oben hin durch das Weltcupreglement nicht festgelegt. Aus dem Grand Prix qualifizierten sich die 15 bestplatzierten Teilnehmer für die Grand Prix Kür. Ausschließlich die Grand Prix Kür zählte als Wertungsprüfung für die Westeuropaliga.

## Medien
Die FEI überträgt die Weltcupprüfungen der Westeuropaliga kostenpflichtig über ihr Internet-Portal FEI TV. Zum zeigte Eurosport 1 einstündige Zusammenfassungen von den Weltcupküren von Göteborg und ’s-Hertogenbosch.

## Die Prüfungen

### 1. Prüfung: Odense
Auftakt zur Westeuropaliga war das Weltcupturnier im dänischen Odense. Das über zwei Wochenenden laufende Turnier fand vom 13. bis 23. Oktober 2016 statt.
Im Grand Prix nahmen nur 15 Reiter mit ihren Pferden teil, so dass sich alle Teilnehmer für die Weltcupkür qualifizierten. Der in Dänemark bei Andreas Helgstrand tätige Spanier Severo Jurado López hatte mit seinem 10-jährigen Wallach Lorenzo bereits den Grand Prix mit über zwei Prozent Vorsprung gewonnen. Dies setzte sich in der Kür fort, wo er mit über 82 Prozent gewann. Alle übrigen Reiter kamen auf ein Ergebnis von unter 80 Prozent. Während die starken dänischen Reiter (etwa die hier im Vorjahr zweit- und drittplatzierten Anna Kasprzak und Agnete Kirk Thinggaard) nicht am Start waren, gingen der zweite, dritte und fünfte Platz an Dressurreiter aus Schweden.
|   | Reiter                    | Pferd        | Prozent  | Wertungs- punkte |
| - | ------------------------- | ------------ | -------- | ---------------- |
| 1 | Severo Jesus Jurado López | Lorenzo      | 82,060 % | 20               |
| 2 | Tinne Vilhelmson Silfvén  | Paridon Magi | 79,555 % | 17               |
| 3 | Rose Mathisen             | Zuidenwind   | 77,400 % | 15               |

(Plätze eins bis drei von insgesamt 15 Teilnehmern)

### 2. Prüfung: Lyon
Die französische Etappe der Westeuropaliga der Dressurreiter fand im Rahmen der Equitá Lyon statt. Dieses Hallenreitturnier wurde vom 26. bis 30. Oktober in der Eurexpo durchgeführt.
17 Reiter traten mit ihren Pferden am Vormittag des 27. Oktober 2016 im Grand Prix an. In der Grand Prix Kür erritt Karen Tebar das beste Ergebnis für das Gastgeberland, mit dem 13-jährigen Wallach Ricardo kam sie auf den siebenten Rang (76,677 %). An der Spitze der Rangierung waren sich alle fünf Richter einig: Carl Hester kam mit Nip Tuck auf den zweiten Platz, während des beste Ergebnis an Isabell Werth und den Rappstute Weihegold OLD ging. Das Ergebnis von 90,090 Prozent stellte sowohl für die Reiterin als auch für die Stute ein neues persönliches Bestergebnis in der Grand Prix Kür dar.
|   | Reiter                | Pferd         | Prozent  | Wertungs- punkte |
| - | --------------------- | ------------- | -------- | ---------------- |
| 1 | Isabell Werth         | Weihegold OLD | 90,090 % | 20               |
| 2 | Carl Hester           | Nip Tuck      | 85,017 % | 17               |
| 3 | Hans Peter Minderhoud | Johnson       | 80,224 % | –                |

(Plätze eins bis drei von insgesamt 15 Teilnehmern)

### 3. Prüfung: Stuttgart
Das dritte Weltcupturnier der Westeuropaliga waren die Stuttgart German Masters, die vom 16. bis 20. November 2017 in der Hanns-Martin-Schleyer-Halle durchgeführt.
Der Grand Prix wurde am Freitagvormittag (18. November) ausgetragen, hier waren 15 Paare am Start. In der am Folgetag ausgerichteten Weltcupkür dominierten die deutschen Meisterpaare der Jahre 2015 und 2016: Die Titelträgerin des Vorjahres, Kristina Bröring-Sprehe, kam mit Desperados FRH mit über sieben Prozent Vorsprung auf die Drittplatzierten auf den zweiten Rang. Der Sieg ging wie in Lyon an die amtierenden Meister, Isabell Werth und Weihegold OLD, die mit nochmals deutlichem Vorsprung erneut eine Bewertung um 90 Prozent erhielten.
Beste ausländische Reiterin in der Grand Prix Kür war Madeleine Witte-Vrees, die Niederländerin kam mit dem erst 9-jährigen Cennin auf den vierten Platz. Verlierer der Kür war Spencer Wilton: Im Grand Prix war er mit seinem Wallach Super Nova II sogar auf dem dritten Platz gekommen, obwohl dieser bereits hier unter Spannung stand. Dies steigerte sich nochmals in der Grand Prix Kür, mehrfach zog das Pferd seine Zunge über das Gebiss, so dass er mit einem Ergebnis von 67,933 Prozent nur auf den letzten Platz kam.
|   | Reiter                  | Pferd          | Prozent  | Wertungs- punkte |
| - | ----------------------- | -------------- | -------- | ---------------- |
| 1 | Isabell Werth           | Weihegold OLD  | 89,418 % | 20               |
| 2 | Kristina Bröring-Sprehe | Desperados FRH | 86,306 % | 17               |
| 3 | Fabienne Lütkemeier     | D'Agostino FRH | 78,886 % | 15               |

(Plätze eins bis drei von insgesamt 15 Teilnehmern)

### 4. Prüfung: Salzburg
Drei Wochen nach Stuttgart stand die vierte Etappe auf dem Programm, zum zweiten Mal wurde in Salzburg eine Wertungsprüfung der Westeuropaliga ausgetragen. Die Amadeus Horse Indoors, in deren Rahmen die Dressurprüfungen stattfanden, wurde vom 7. bis 11. Dezember 2016 in der Salzburgarena ausgerichtet.
Am Samstagvormittag (10. Dezember) wurde der Grand Prix ausgetragen, das Starterfeld war hier mit nur 13 Teilnehmerpaaren ungewöhnlich klein. Die Grundtendenz des Ergebnisses des Grand Prix bestätigte sich auch in der Weltcupkür: Auf die Plätze vier bis zwei kamen drei etwa gleich starke Paare (im Grand Prix weniger als ein Prozent Unterschied, in der Grand Prix Kür rund zwei Prozent zwischen Platz zwei und vier). Während Österreich bei Abwesenheit ihrer Spitzenreiterin Victoria Max-Theurer nur auf die hinteren Plätze kam, ging der Sieg erneut nach Deutschland: Dorothee Schneider gewann mit ihrem 10-jährigen Wallach Showtime FRH, als einiges Starterpaar mit einem Ergebnis von über 80 Prozent.
|   | Reiter                    | Pferd        | Prozent  | Wertungs- punkte |
| - | ------------------------- | ------------ | -------- | ---------------- |
| 1 | Dorothee Schneider        | Showtime FRH | 80,560 % | 20               |
| 2 | Severo Jesus Jurado López | Lorenzo      | 75,780 % | 17               |
| 3 | Jessica von Bredow-Werndl | Unee BB      | 75,320 % | 15               |

(Plätze eins bis drei von insgesamt 13 Teilnehmern)

### 5. Prüfung: London
Zum Abschluss des Jahres, kurz vor Weihnachten, machte die Westeuropaliga in London Station. Das Weltcupturnier, die Olympia London International Horse Show, wurde vom 13. bis 19. Dezember 2016 ausgetragen: Wie stets bei diesem Turnier fanden die Dressurprüfungen an den ersten beiden Turniertagen statt.
Im Grand Prix am 13. Dezember waren 15 Reiter am Start. Der Tag der Grand Prix Kür stand ganz im Zeichen der Sieger dieser Prüfung der Jahre 2012 bis 2014, Charlotte Dujardin verabschiedete im Anschluss an die Prüfung ihr Erfolgspferd Valegro aus dem Turniersport. In der Weltcupkür hingegen gewann wie im Vorjahr ihr Lehrmeister Carl Hester mit dem braunen KWPN-Wallach Nip Tuck. Zwei weitere Reiter kamen auf ein Ergebnis von über 80 Prozent, Hans Peter Minderhoud und Edward Gal sicherten sich damit die Plätze zwei und drei.
|   | Reiter                | Pferd    | Prozent  | Wertungs- punkte |
| - | --------------------- | -------- | -------- | ---------------- |
| 1 | Carl Hester           | Nip Tuck | 84,669 % | 20               |
| 2 | Hans Peter Minderhoud | Flirt    | 81,880 % | —                |
| 3 | Edward Gal            | Voice    | 80,975 % | 17               |

(Plätze eins bis drei von insgesamt 15 Teilnehmern)

### 6. Prüfung: Amsterdam
Die erste Etappe der Westeuropaliga im Jahr 2017 war das Hallenreitturnier von Amsterdam, genannt Jumping Amsterdam. Das Turnier fand vom 27. bis 29. Januar 2017 statt.
Bereits im Grand Prix, dessen Starterliste 19 Reiter mit ihren Pferden umfasste, zeichnete sich ab, dass Isabell Werth und Weihegold OLD auch in Amsterdam das dominierende Paar sein werden, sie kamen hier mit über vier Prozent Vorsprung auf 82,120 Prozent. In der Grand Prix Kür, die am Samstagnachmittag (28. Januar) durchgeführt wurde, erhöhte sich dieser Vorsprung auf über sieben Prozent. Zum zweiten Mal durchbrach die Stute, die hier ein Jahr zuvor erstmals eine Grand Prix Kür bestritten hatte, die 90-Prozent-Marke.
Carl Hester kam auch bei seinem dritten Auftritt mit Nip Tuck in dieser Weltcupsaison auf deutlich über 80 Prozent und sicherte sich den zweiten Rang. Während der Schwede Patrik Kittel auf Platz drei kam, folgten auf den nächsten fünf Plätzen niederländische Reiter, angeführt von den bereits in London erfolgreichen Paaren (Hans Peter Minderhoud/Flirt und Edward Gal/Voice).
|   | Reiter        | Pferd         | Prozent  | Wertungs- punkte |
| - | ------------- | ------------- | -------- | ---------------- |
| 1 | Isabell Werth | Weihegold OLD | 90,720 % | 20               |
| 2 | Carl Hester   | Nip Tuck      | 83,325 % | 17               |
| 3 | Patrik Kittel | Deja          | 80,269 % | 15               |

(Plätze eins bis drei von insgesamt 15 Teilnehmern)

### 7. Prüfung: Neumünster
Im Rahmen des VR Classics in Neumünster fand die zweite deutsche Etappe der Westeuropaliga statt. Die Veranstaltung wird vom 16. bis 19. Februar 2017 in den Holstenhallen durchgeführt.
Nachdem im Vorjahr das Starterfeld des Grand Prix mit 28 Reitern extrem groß war, umfasste es im Jahr 2017 noch 19 Reiter. Um den Kreis der besten 15 Reiter für die Weltcupkürteilnahme zu erreichen, bedurfte es hier ein Ergebnis von mindestens 66 Prozent. In der Grand Prix Kür am Sonntagvormittag sicherte sich Isabell Werth den vierten Sieg beim vierten Start in dieser Westeuropaliga-Saison. In Neumünster war sie mit dem inzwischen 15-jährigen Wallach Don Johnson FRH am Start. Auf den zweiten Rang kam bei ihrem einzigen Weltcupstart in dieser Saison die Weltcupfinalsiegerin von 2013, Helen Langehanenberg, die mit dem ebenso 15-jährigen Hengst Damsey FRH angetreten war, den sie seit genau einem Jahr in Beritt hat. Erneut mit einem Ergebnis im hohen 70-Prozent-Bereich bewiesen der 10-jährige KWPN-Hengst Cennin und Madeleine Witte-Vrees ihre Konstanz in dieser Hallensaison, der dritte Platz sicherte ihre Qualifikation für das Weltcupfinale.
|   | Reiter                | Pferd           | Prozent  | Wertungs- punkte |
| - | --------------------- | --------------- | -------- | ---------------- |
| 1 | Isabell Werth         | Don Johnson FRH | 82,455 % | 20               |
| 2 | Helen Langehanenberg  | Damsey FRH      | 79,150 % | 17               |
| 3 | Madeleine Witte-Vrees | Cennin          | 77,765 % | 15               |

(Plätze eins bis drei von insgesamt 15 Teilnehmern)

### 8. Prüfung: Göteborg
Nachdem im Vorjahr hier das Weltcupfinale ausgetragen wurde, fand 2017 in Göteborg im Scandinavium wieder ein Weltcupturnier der Westeuropaliga statt. Die achte Wertungsprüfung war Teil der Göteborg Horse Show, welche vom 22. Februar bis zum 26. Februar 2017 im Scandinavium durchgeführt wurde.
Mit nur 11 Startern trat in Göteborg das kleinste Teilnehmerfeld der Saison an; mit fünf Reitern stellte Schweden fast die Hälfte der Teilnehmer. Bester schwedischer Reiter in Grand Prix und Grand Prix Kür war jeweils Patrik Kittel. Da sein aktuelles Spitzenpferd Deja ein Wochenende später beim hochdotierten CDI 5*-Turnier in Doha am Start war, ritt er in Göteborg Delaunay. Der 11-jährige Wallach kam mit Patrik Kittel auf sein bisherigen Bestergebnis bei internationalen Turnieren (80,910 %).
Die drei deutschen Reiterinnen sicherten sich die übrigen Top-4-Plätze in dieser Weltcupkür: Fabienne Lütkemeier kam mit ihrem inzwischen 17-jährigen Wallach D'Agostino FRH auf den vierten Platz (77,270 %), den dritten Platz sicherten sich trotz einzelner Patzer Jessica von Bredow-Werndl und Unee BB. Ihren fünften Sieg in dieser Weltcupsaison sicherte sich Isabell Werth. In Göteborg mit dem 11-jährigen Emilio am Start, konnte sie trotz missglückter Einerwechsel konnte sie die Richter überzeugen (84,200 %). Die Wertungen der einzelnen Richter gingen hierbei jedoch deutlich auseinander: In der A-Note zwischen 73,500 % und 81,750 %, in der B-Note zwischen 85,600 % und 97,200 %.
|   | Reiter                    | Pferd    | Prozent  | Wertungs- punkte |
| - | ------------------------- | -------- | -------- | ---------------- |
| 1 | Isabell Werth             | Emilio   | 84,200 % | 20               |
| 2 | Patrik Kittel             | Delaunay | 80,910 % | 17               |
| 3 | Jessica von Bredow-Werndl | Unee BB  | 80,845 % | 15               |

(Plätze eins bis drei von insgesamt 11 Teilnehmern)

### 9. Prüfung: ’s-Hertogenbosch
Zum Saisonabschluss fand eine weitere Etappe der Westeuropaliga in den Niederlanden statt. Das Turnier Indoor Brabant wurde vom 9. bis 12. März 2017 in ’s-Hertogenbosch durchgeführt.
16 Reiter und ihre Pferde waren im Grand Prix am Start. Aufgrund einer Disqualifikation im Grand Prix traten damit noch 15 Reiter in der letzten Weltcupkür dieser Saison an.
Edward Gal sicherte sich mit seinem vierten Platz mit Voice (78,520 Prozent) die Qualifikation für das Weltcupfinale. Während Jessica von Bredow-Werndl, die dieses Mal Zaire ritt, wieder auf den dritten Rang kam, fiel die Entscheidung zwischen Isabell Werth und Hans Peter Minderhoud. Werth, die zum zweiten Mal in dieser Weltcupsaison Emilio ritt, hatte den Grand Prix noch mit fast drei Prozent Vorsprung gewonnen. In der Grand Prix Kür reduzierten Fehler in den Zweierwechseln das Ergebnis, das Endergebnis betrug 83,300 Prozent. Minderhoud präsentierte als letzter Starter der Prüfung, bei diesem letzten Test vor seinem Start als Titelverteidiger beim Weltcupfinale, eine neue Kür. Mit Flirt bekam er fast durchgängig gute und sehr gute Noten in dieser von den Richtern mit einem Schwierigkeitsgrad mit 9,7 bis 9,9 bewerteten Kür. Dies brachte im ein Endergebnis von 84,890 Prozent und damit den Sieg in dieser Prüfung.
|   | Reiter                    | Pferd   | Prozent  | Wertungs- punkte |
| - | ------------------------- | ------- | -------- | ---------------- |
| 1 | Hans Peter Minderhoud     | Flirt   | 84,890 % | 20               |
| 2 | Isabell Werth             | Emilio  | 83,300 % | 17               |
| 3 | Jessica von Bredow-Werndl | Zaire-E | 80,265 % | 15               |

(Plätze eins bis drei von insgesamt 15 Teilnehmern)

## Gesamtwertung
Anhand der Gesamtwertung wurde ermittelt, welche neun Reiter aus den Staaten im Bereich der Westeuropaliga sich für das Finale qualifizieren. Pro Reiter zählzen hierbei nur die besten vier Platzierungen für das Gesamtklassement. Daneben konnten sich weitere Reiter aus anderen Staaten über die Westeuropaliga für das Weltcupfinale qualifizieren, soweit sie im Gebiet der Westeuropaliga wohnhaft sind.
Die Reiter hatten zusätzlich die Möglichkeit, in der Zentraleuropaliga und in der Nordamerikaliga des Dressur-Weltcups Punkte zu sammeln (siehe „weitere“ in der nachfolgenden Tabelle). Als Weltcupsieger der Vorsaison war Hans Peter Minderhoud für das Finale vorqualifiziert, daher konnte er in dieser Saison keine Wertungspunkte sammeln.
Klar die meisten Wertungspunkte sammelte in dieser Saison sammelte in dieser Saison Isabell Werth, sie erreichte die Maximalpunktzahl von 80. Die Begrenzung, dass nur drei Reiter je Nation sich für das Weltcupfinale qualifizieren können spielte in diesem Jahr keine Rolle. Aus Deutschland qualifizierten sich drei Reiterinnen, wobei Fabienne Lütkemeier jedoch auf einen Weltcupfinalstart verzichtete. Für sie rückte Patrik Kittel nach, der die direkte Qualifikation um einen Wertungspunkt verpasst hatte. Damit stellen Deutschland zwei und die Niederlande drei Reiter für das Weltcupfinale.
|    | Reiter                    | Odense | Lyon | Stuttgart | Salzburg | London | Amsterdam | Neumünster | Göteborg | ’s-Hertogen- bosch | weitere | Wertungs- punkte |
| -- | ------------------------- | ------ | ---- | --------- | -------- | ------ | --------- | ---------- | -------- | ------------------ | ------- | ---------------- |
| 1  | Isabell Werth             | —      | (20) | (20)      | —        | —      | 20        | 20         | 20       | 20                 | —       | 80               |
| 2  | Jessica von Bredow-Werndl | —      | 15   | —         | 15       | —      | (8)       | —          | 15       | 17                 | —       | 62               |
| 3  | Judy Reynolds             | —      | —    | 10        | —        | 15     | —         | (7)        | —        | 12                 | 20      | 57               |
| 4  | Kristy Oatley             | 13     | —    | —         | 11       | —      | —         | 11         | —        | —                  | 20      | 55               |
| 5  | Carl Hester               | —      | 17   | —         | —        | 20     | 17        | —          | —        | —                  | —       | 54               |
| 5  | Marcela Krinke Susmelj    | —      | 10   | 11        | —        | —      | —         | 13         | —        | —                  | 20      | 54               |
| 5  | Fabienne Lütkemeier       | —      | 13   | 15        | 13       | —      | —         | —          | 13       | (11)               | —       | 54               |
| 8  | Madeleine Witte-Vrees     | —      | —    | 13        | 12       | —      | 11        | 15         | —        | (10)               | —       | 51               |
| 9  | Edward Gal                | —      | —    | —         | —        | 17     | 13        | —          | —        | 15                 | —       | 45               |
| 10 | Patrik Kittel             | —      | 12   | —         | —        | —      | 15        | —          | 17       | —                  | —       | 44               |
| 11 | Tinne Vilhelmson Silfvén  | 17     | —    | —         | —        | —      | —         | —          | —        | —                  | 24      | 41               |
| 12 | Inna Lohutenkowa          | —      | —    | —         | 7        | —      | 5         | —          | —        | —                  | 28      | 40               |
| 12 | Mai Tofte Olesen          | 9      | —    | —         | —        | 8      | (6)       | —          | 10       | —                  | 13      | 40               |
| 14 | Severo Jesus Jurado López | 20     | —    | —         | 17       | —      | 0         | —          | —        | —                  | —       | 37               |

(Plätze eins bis 14)

## Weltcupfinale
Nach 2015 fand das Weltcupfinals der Dressurreiter wieder in den Vereinigten Staaten von Amerika statt. Erstmals wurde hierfür Omaha in Nebraska als Veranstaltungsort ausgewählt. Das Finalturnier wurde gemeinsam mit den Springreitern durchführt, es fand vom 27. März bis 2. April 2017 statt.